# Jeppener
Jeppener é uma localidade do partido de Brandsen, da Província de Buenos Aires, na Argentina. Possui uma população estimada em 2.142 habitantes (INDEC 2001).